# Gymnangium indivisa
Gymnangium indivisa är en nässeldjursart som först beskrevs av John Fraser 1936.  Gymnangium indivisa ingår i släktet Gymnangium och familjen Aglaopheniidae. Inga underarter finns listade i Catalogue of Life.